# ريوسكي ساكاي
ريوسكي ساكاي (باليابانية: 酒井 隆介) (7 سبتمبر 1988 في شيغا في اليابان – )؛ هو لاعب كرة قدم ياباني سابق كان يلعب كمدافع.

## وصلات خارجية
- ريوسكي ساكاي على موقع رابطة كرة القدم اليابانية للمحترفين (اليابانية)
- ريوسكي ساكاي على موقع قاعدة بيانات كرة القدم.إي يو (الإنجليزية)
- ريوسكي ساكاي على موقع Soccerway.com (الإنجليزية)
- ريوسكي ساكاي على موقع عالم كرة القدم.نت (الإنجليزية)